# CinemaScore
CinemaScore es una empresa de investigación de mercados con sede en Las Vegas. Realiza encuestas a la audiencia de las películas para posteriormente valorar su experiencia con grados expresados en letras, el informes de los resultados y previsiones de ingresos de taquilla se basan en estos datos.

## Antecedentes
Ed Mintz fundó CinemaScore en 1979 después de no le gustara The Cheap Detective a pesar de ser fanático de Neil Simon, y escuchó a otro asistente decepcionado que quería oír las opiniones de la gente común en vez de los críticos. Una tarjeta de donación de Yom Kipur, con pestañas, inspiró el diseño de las encuestas que son entregadas a la audiencia en general. La empresa realiza encuestas a audiencias que han visto una película en los cines, pidiéndoles que la califiquen y especifiquen lo que les atrajo de ella. Los resultados son publicados en Entertainment Weekly. CinemaScore también realiza encuestas para determinar el interés de la audiencia en alquilar películas en video, rompiendo la demografía por edad y sexo y pasando la información a compañías de este rubro como Fox Video Corporation.